# Пелла (муніципалітет)
Пелла (італ. Pella, п'єм. Pela) — муніципалітет в Італії, у регіоні П'ємонт, провінція Новара.
Пелла розташована на відстані близько 550 км на північний захід від Рима, 100 км на північний схід від Турина, 45 км на північний захід від Новари.
Населення — 1020 осіб (2014).

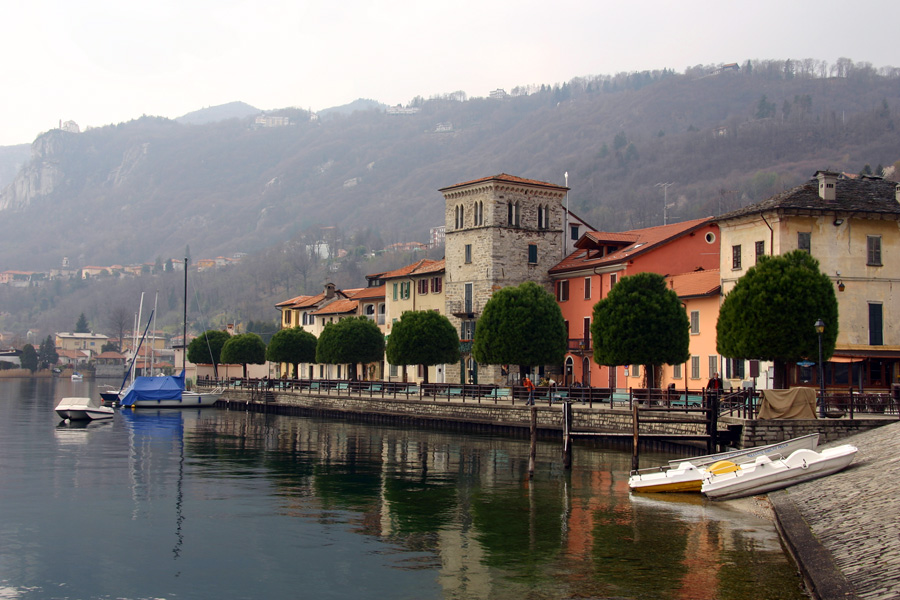

Щорічний фестиваль відбувається 16 липня. Покровитель — Beata Vergine del Carmine.

## Демографія
Населення за роками:

Станом на 1 січня 2023 року в муніципалітеті офіційно проживало 38 іноземців з 14 країн, серед них 7 громадян країн Євросоюзу та 7 громадян України.

## Сусідні муніципалітети
- Чезара
- Мадонна-дель-Сассо
- Ноніо
- Орта-Сан-Джуліо
- Петтенаско
- Сан-Мауриціо-д'Опальйо